# Irlbachia
Genre
Classification APG III (2009)
Irlbachia est un genre de plantes de la famille des gentianacées originaire d'Amérique du Sud (de la Colombie au Brésil).

## Synonymes
- Adenolisianthus (Progel) Gilg
- Brachycodon (Benth.) Progel
- Calolisianthus (Griseb.) Gilg
- Chelonanthus (Griseb.) Gilg
- Helia Mart.
- Pagaea Griseb.

## Liste partielle d'espèces
- Irlbachia alata
- Irlbachia amplissima
- Irlbachia bonplandiana
- Irlbachia cardonae
- Irlbachia caerulescens
- Irlbachia coerulescens
- Irlbachia elegans
- Irlbachia frigida (Sw.) Maas

## Quelques espèces

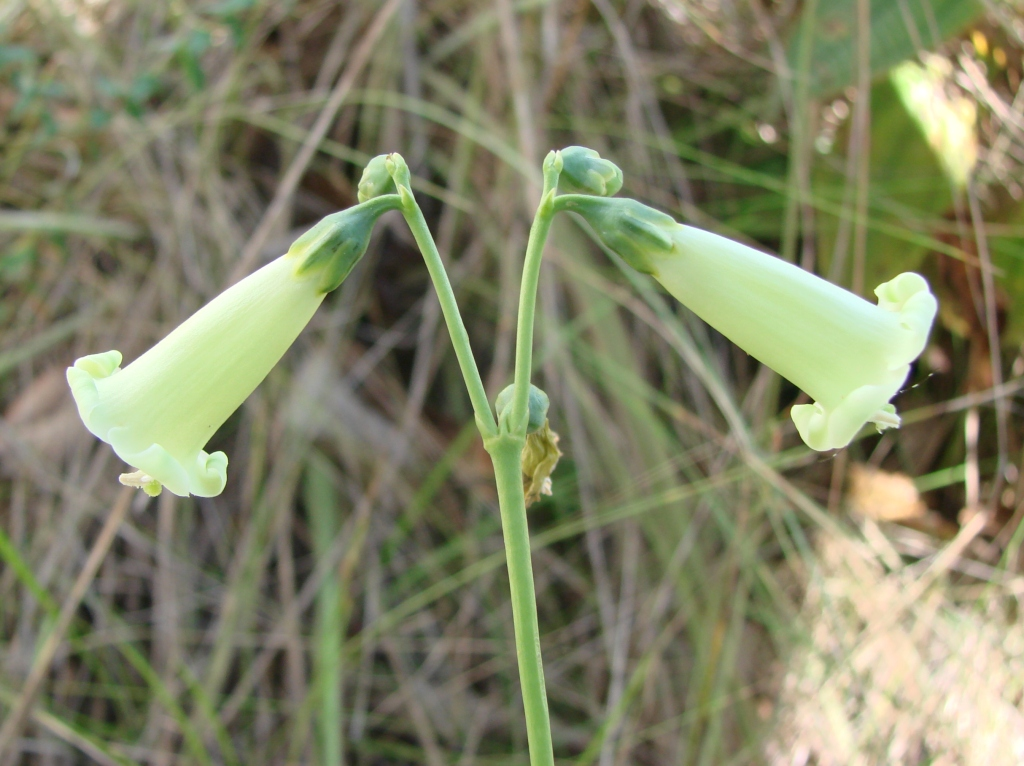
Irlbachia alata
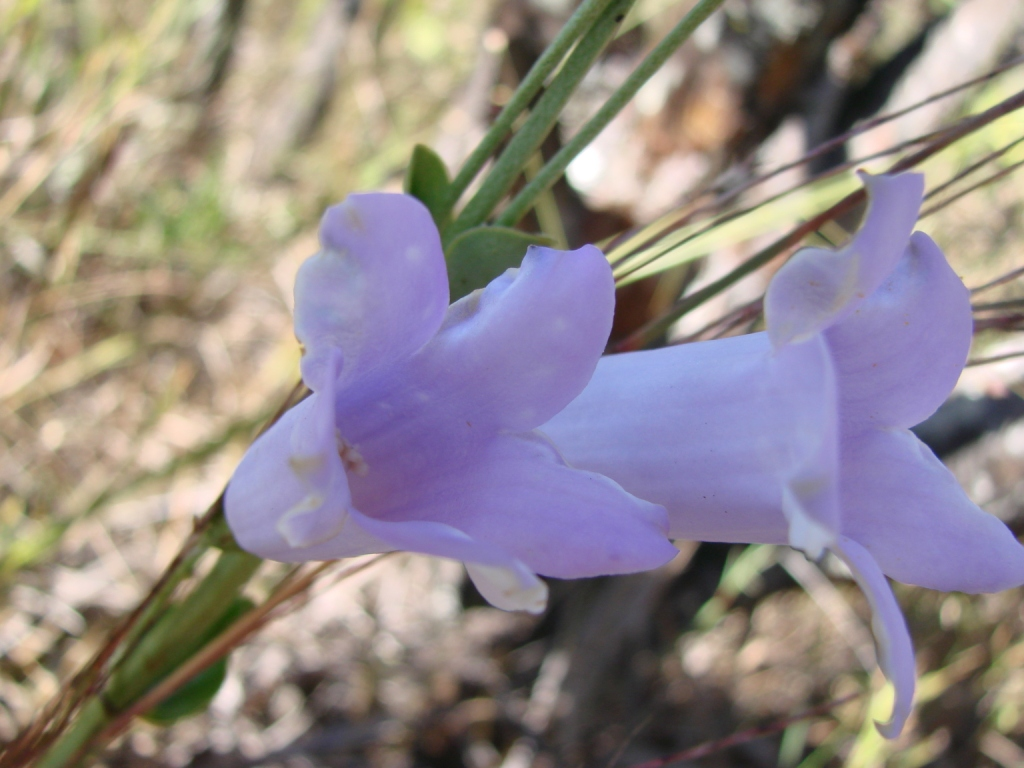
Irlbachia speciosa